# Autonomie Liberté Participation Écologie
Autonomie Liberté Participation Écologie (ALPE; pron. fr. AFI: [ɔtɔnɔmi libɛʁte paʁtisipasjɔ̃ ekɔlɔʒi]; traducibile in italiano come Autonomia Libertà Partecipazione Ecologia) è stato un partito politico regionalista di centro-sinistra in Valle d'Aosta. È stato fondato nel 2010 dalla confluenza di Renouveau Valdôtain, Vallée d'Aoste Vive e Verdi alternativi.

## Storia

### Background
L'alleanza tra Renouveau Valdôtain e Vallée d'Aoste Vive nasce in occasione delle elezioni politiche del 2006. In quell'occasione e nelle elezioni politiche del 2008 i due partiti fanno parte di Autonomie Liberté Démocratie (ALD), che comprende i partiti di centro-sinistra nella regione (Democratici di Sinistra, Democrazia è Libertà - La Margherita, ecc.).

### Elezioni europee del 2009
L'alleanza si ripresenta alle elezioni europee del 2009, ma in questo caso consiste solamente di Renouveau Valdôtain e Vallée d'Aoste Vive. A livello nazionale, la lista si collega all'Italia dei Valori. In tale frangente, ALD ottiene lo 0,08% dei voti su base nazionale, corrispondente al 18,5% dei voti nella regione, senza conseguire alcuna rappresentanza.

### Fondazione dell'ALPE
Nel gennaio 2010, Renouveau Valdôtain, Vallée d'Aoste Vive e Verdi alternativi confluiscono definitivamente nel nuovo soggetto politico, che assume la denominazione di Autonomie Liberté Participation Écologie (ALPE).

### Elezioni del 2013
Alle elezioni politiche del 2013, l'ALPE sostiene la coalizione di centrosinistra Italia. Bene Comune, che in Valle d'Aosta prende il nome di Alleanza Autonomista–Democratica-Progressista. La coalizione candida al Senato della Repubblica la capogruppo di ALPE in Consiglio regionale Patrizia Morelli e alla Camera dei deputati il sindacalista indipendente Jean-Pierre Guichardaz. Nessuno dei due risulterà eletto.
Per le elezioni regionali in Valle d'Aosta del 2013, l'ALPE si allea con il Partito Democratico e l'Union Valdotaine Progressiste perdendo di poco la sfida con la coalizione uscente. ALPE conferma cinque consiglieri in seno al Consiglio regionale della Valle d'Aosta.

### Elezioni europee del 2014 e successivi sviluppi
Alle elezioni europee del 2014, ALPE candida Luca Barbieri, sostenuto da Union Valdôtaine Progressiste, sulla lista del Partito Democratico, circoscrizione nord-occidentale. Barbieri ottiene complessivamente 17.570 preferenze, non sufficienti per la sua elezione.
In occasioni delle elezioni comunali del 2015, ALPE corre da sola candidando sindaco di Aosta il Consigliere uscente Loris Sartore. La lista ottiene il 12,69% e tre consiglieri comunali. Subito dopo si svolge il Congresso che porta Alexis Vallet alla guida del partito.
All'inizio del 2017, ALPE promuove assieme ai partiti della maggioranza UVP, PNV e SA una mozione di sfiducia costruttiva nei confronti del presidente della Regione Augusto Rollandin. A seguito del "ribaltone" ALPE entra in maggioranza con tre assessori: Albert Chatrian alle finanze, Chantal Certan all'istruzione e cultura e Fabrizio Roscio all'industria e ambiente. Dopo il "controribaltone" del mese di ottobre, ALPE torna all'opposizione e perde il consigliere Alberto Bertin che lascia il partito.

### Elezioni del 2018
In occasione delle elezioni politiche del 2018, ALPE stringe un'alleanza con PNV, Stella Alpina e MOUV' candidando alla Camera dei deputati il notaio Giampaolo Marcoz ed al Senato della Repubblica l'ex presidente delle ACLI valdostane Luisa Trione. I risultati sono tuttavia deludenti (18,26% per Marcoz e 15,59% per Trione) e l'alleanza denominata "Per tutti, pour Tous, pe Tcheut", nata in occasione delle consultazioni, viene sciolta.
Alle elezioni regionali il partito si presenta da solo e ottiene il 9,00% dei consensi e 3 seggi in Consiglio Valle, 2 di meno rispetto alla precedente legislatura. Vengono rieletti i consiglieri regionali uscenti Patrizia Morelli, Chantal Certan e Albert Chatrian.
A seguito del deludente risultato elettorale, il presidente del partito Alexis Vallet rassegna le proprie dimissioni, sostituito -durante il congresso del 23 giugno 2018- da Roberto Cunéaz. ALPE entra nella nuova maggioranza regionale assieme a MOUV', Stella Alpina-PNV e Lega Vallée d'Aoste e la consigliera Chantal Certan viene eletta assessore alla sanità, salute, politiche sociali e formazione. Nonostante l'iniziale appoggio alla giunta Spelgatti, già nel corso dell'estate ALPE -assieme a Stella Alpina e alla consigliera Emily Rini- inizia a manifestare la propria insofferenza nei confronti del governo regionale; le tensioni culminano a novembre con le dimissioni dell'assessore Certan il 21 novembre 2018.
Vista la crisi politica, ALPE si fa promotrice assieme a Union Valdôtaine e a Union Valdôtaine Progressiste (2012) di un nuovo progetto autonomista che culmina con la presentazione della mozione di sfiducia costruttiva nei confronti della presidente Spelgatti. Il 10 dicembre 2018, 18 consiglieri votano a favore della mozione di sfiducia costruttiva che portano alla caduta della giunta Spelgatti e all'elezione della giunta Fosson nella quale ALPE esprime due assessori: Chantal Certan (istruzione, università, ricerca e politiche giovanili) e Albert Chatrian (Ambiente, risorse naturali e corpo forestale).

### Gli sviluppi nel 2019
Il 3 aprile 2019, a qualche settimana dall'annuncio, viene ufficializzato in Consiglio regionale la formazione del nuovo gruppo consigliare di Alliance Valdôtaine, nato dalla fusione dei gruppi di ALPE e UVP. Il nuovo gruppo consigliare, che conta sette consiglieri, elegge come capogruppo la consigliera di Alpe Patrizia Morelli.
In occasione delle elezioni europee del 2019 l'esponente del partito Marco Gheller viene scelto come leader della lista Autonomie per l'Europa, che comprende UV, UVP, EPAV e Stella Alpina, nonché supportato ufficialmente dai movimenti autonomisti ed indipendentisti lombardi Grande Nord e pro Lombardia Indipendenza. Presente solo nella circoscrizione Italia nord-occidentale, la lista ottiene lo 0,22%.

## Risultati elettorali
|                        | Voti                                                        | %                                             | Seggi |   |
| Politiche 2013         | Camera (Valle d'Aosta)                                      | Nella lista Autonomie Liberté Démocratie      | -     | 0 |
| Senato (Valle d'Aosta) | Nella lista Autonomie Liberté Démocratie                    | -                                             | 0     |   |
| Regionali 2013         | 8.943                                                       | 12,41                                         | 5     |   |
| Europee 2014           | Nel Partito Democratico                                     | -                                             | 0     |   |
| Politiche 2018         | Camera (Valle d'Aosta)                                      | Nella lista "Per tutti, pour Tous, pe Tcheut" | -     | 0 |
| Senato (Valle d'Aosta) | Nella lista "Per tutti, pour Tous, pe Tcheut"               | -                                             | 0     |   |
| Regionali 2018         | 5.733                                                       | 9                                             | 3     |   |
| Europee 2019           | Nella lista Autonomie per l'Europa                          | -                                             | 0     |   |
| Regionali 2020         | Nella lista Alliance Valdotaine - Stella Alpina-Italia Viva | -                                             | 1     |   |